# Takefu
Takefu (武生市, Takefu-shi) était une ville située dans la préfecture de Fukui au Japon. Le 1er octobre 2005, elle a fusionné avec le bourg d'Imadate (今立町, Imadate-chō) pour former la nouvelle ville d'Echizen et n'est donc plus considérée comme une entité administrative. Cependant, on désigne encore le quartier d'Echizen correspondant à Takefu par son ancien nom.

## Historique
Takefu fut officiellement créée le 1er avril 1948. Cependant, c'était une ville importante dans sa région depuis au moins mille cinq cents ans. On y a découvert deux sites d'anciens châteaux et un site préhistorique.
C'était une petite ville industrielle fabriquant notamment des appareils électroniques, mais aussi des outils coupants, faucilles et couteaux.
La ville abritait environ 300 temples et sanctuaires. Elle était aussi connue pour avoir été pour au moins un an le lieu de résidence de Murasaki Shikibu (l'auteur du Dit du Genji).
En 2003, Takefu avait une population de 73 662 habitants, une densité de population de 397,49 hab/km2 et une superficie de 185,32 km2.

## Desserte routière
Takefu était desservie par les routes :
- 国道8号 (Route nationale 8)
- 国道365号 (Route nationale 365)
- 国道417号 (Route nationale 417)